# Jiří Vorlíček (uprchlík)
Jiří Vorlíček (8. října 1929 Praha – 31. května 1954 okolí Folmavy) byl československý občan, který byl zabit elektrickým proudem při pokusu o překonání železné opony. Je to první rehabilitovaná československá oběť elektrických zátarasů na hranici.

## Život
Vorlíček pracoval jako technik v astronomickém ústavu na Ondřejovské hvězdárně. Během služby v lidové armádě byl letecký radiomechanik a telegrafista. Po návratu ze základní vojenské služby se rozhodl emigrovat z Československa do Německa. O přechod hranice se pokusil v noci ze 30. na 31. května 1954 v oblasti Folmavy. Takový přechod byl nebezpečný, neboť v prvních letech po ustavení komunistické diktatury se hranice stala součástí železné opony. Nejen, že ji hlídala Pohraniční stráž, ale postupně na ní byla vybudována soustava technických opatření, včetně elektrických plotů s napětím 4000–6000 voltů. Na to doplatil i Jiří Vorlíček. Při pokusu prostříhat se plotem byl v 1:45 zabit elektrickým proudem. O tom, že plotem prochází elektřina, nejspíš vůbec nevěděl. Později jej nalezla hlídka pohraničníků z 15. roty poběžovické brigády Pohraniční stráže. Dle oficiálních statistik byl Jiří Vorliček jednou z 94 obětí zabitých na hranicích elektrickým proudem.
Vorlíčkova rodina o jeho smrti nebyla úřady informována. Dobové dokumenty obsahují i lživou informaci, že si příbuzní převzali Vorlíčkovy osobní věci. Někteří příbuzní si dokonce mysleli, že se mu útěk mohl podařit, takže se dostal do bezpečí. Až po pádu režimu v roce 1989 jeho jméno nalezli v seznamu obětí železné opony. Avšak například místo Vorlíčkova pohřbu zůstává neznámé. Zemřelí na hranici totiž byli, na základě tajného rozkazu ministra národní bezpečnosti Karola Bacílka, pohřbíváni tajně. Dle novináře Luďka Navary by v úvahu připadal hřbitov v Maxově.
Vorlíčkova sestra začala usilovat o jeho rehabilitaci. Zastupoval ji advokát Lubomír Müller. V květnu 2021 byl Vorlíček rehabilitován jako první oběť elektrických zátarasů na hranici. V listopadu 2021 bylo Vorlíčkově rodině za jeho smrt ministerstvem spravedlnosti přiznáno odškodnění ve výši 303 korun. Odškodné má několik složek: paušální náhradu ušlého výdělku ve výši 83 korun, paušální náhradu nákladů vazby 20 korun a paušální náhradu nákladů trestního řízení 200 korun. Částka je tak nízká proto, že zákon neumožňuje odškodné valorizovat. Podobně nízká odškodnění jsou proto přiznávána i v dalších případech obětí komunistického režimu (např. Pavla Wonky). Silvie Lauder z týdeníku Respekt to komentovala následovně: Pravidla pro odškodnění je nutné změnit. Cokoliv jiného je výsměch obětem.